# Новоорлеанский университет
Новоорлеанский университет (англ. University of New Orleans) — государственный университет в г. Новый Орлеан, Луизиана, США. Входит в систему университетов Луизианы. Основан в 1956 году как Университет штата Луизиана в Новом Орлеане. В университете обучается более 8 000 студентов.